# Легат Смиљке Куруцић Генгелацки
Легат Смиљке Куруцић Генгелацки је посебна библиотека целина Градске библиотеке "Карло Бијелицки" у Сомбору који је основан 1984. године и смештен у Народној књижници и читаоници у Стапару.

## Живот и каријера дародавца
Смиљка Куруцић Генгелацки, рођена је 1915. године у Стапару. Живела је у Новом Саду, где је радила као поштанска службеница. Била је удата за Мишу Генгелацког, али брачни пар Генгелацки није имао деце.
Умрла је у Београду 1983. године. Сахрањена је на гробљу у Стапару, где се налази спомен-плоча са натписом: 
```
,,Судба је наша страдати 
  Сва срећа нам је
  Се надати
  Плакати на што?
  Те сузе чему?
  Та краја мора
  Да буде свему!“
```

## Историјат формирања легата
Смиљка Куруцић Генгелацки тестаментом је завештала 360.000 динара намењених набавци књига за Народну књижницу и читаоницу у Стапару. Током 1984. године формирање овог легата окончано је у сарадњи са Основном школом "Бранко Радичевић" из Стапара.

## О легату
Легат садржи 990 библиотечко-информационих јединица, од чега 782 књиге, међу којима се издваја богата референсна збирка и 208 сликовница.
Легат нема посебну књигу инвентара, него је вођен у инвентарној књизи Народне књижнице и читаонице у Стапару.
Легат је свечано промовисан 7. децембра 1984. године у Стапару. Том прилоком је откривена спомен-плоча са натписом:
```
    Ова библиотека обогаћена је за 990 књига поклоном Смиљке Генгелацки рођене Куруцић из Стапара.
```

## Галерија
- Спомен плоча
- Легат Смиљке Куруцић Генгелацки
- Печат са именом дародавца